# زين لوي
زين لوي (بالإنجليزية: Zane Lowe)‏ هو دي جيه ومنتج أسطوانات ومقدم تلفزيوني نيوزيلندي، ولد في 7 أغسطس 1973 في أوكلاند في نيوزيلندا.

## وصلات خارجية
- الموقع الرسمي
- زين لوي على موقع IMDb (الإنجليزية)
- زين لوي على موقع ميوزك برينز (الإنجليزية)
- زين لوي على موقع أول ميوزيك (الإنجليزية)
- زين لوي على موقع ديسكوغز (الإنجليزية)
- زين لوي على موقع قاعدة بيانات الفيلم (الإنجليزية)